# نيكولا ديسلوريرز
نيكولا ديسلوريرز هو لاعب هوكي جليد كندي، ولد في 22 فبراير 1991 في لاسال في كندا.

## وصلات خارجية
- نيكولا ديسلوريرز على موقع دوري الهوكي الوطني (الإنجليزية)
- نيكولا ديسلوريرز على موقع EliteProspects.com (الإنجليزية)
- نيكولا ديسلوريرز على موقع HockeyDB.com (الإنجليزية)
- نيكولا ديسلوريرز على موقع Hockey-Reference.com (الإنجليزية)